# 정산 김씨
정산 김씨(定山金氏)는 충청남도 청양군 정산면을 본관으로 하는 한국의 성씨이다.
시조 김복수(金福壽)는 신라 경순왕의 후손이며, 조선의 현감(縣監)을 지내다 무오사화 때 정산으로 이주했었다.

## 참고 자료
- “정산김씨(定山金氏)”. 뿌리를 찾아서.[깨진 링크(과거 내용 찾기)]